# Lac Brûlé (Alberta)
Pour les articles homonymes, voir Brûlé et Lac Brûlé (homonymie).
Le lac Brûlé (en anglais : Brûlé Lake) est une étendue d'eau formé par la rivière Athabasca en aval de sa sortie orientale du parc national de Jasper. 
Le lac fut arpenté par les trappeurs Canadiens-français au XIXe siècle travaillant pour la Compagnie du Nord-Ouest, puis pour la Compagnie de la Baie d'Hudson et qui lui donnèrent son appellation.

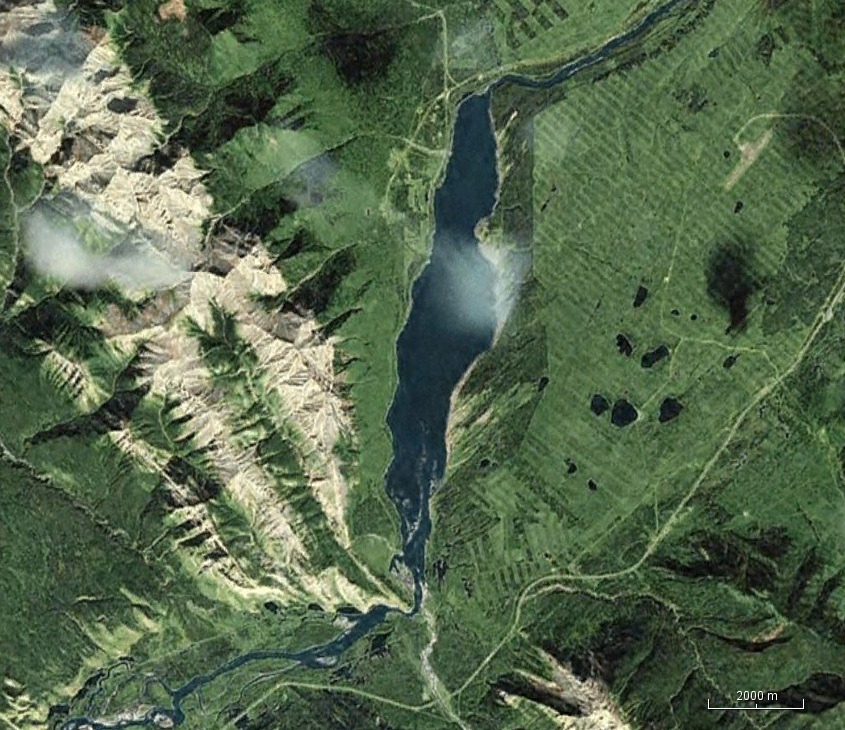
Vue satellite